# Codrongianos
Codrongianos (sardinski: Codronzànu, Codronzànos) je grad i općina (comune) u pokrajini Sassariju u regiji Sardiniji, Italija. Nalazi se na nadmorskoj visini od 317 metara i ima 1 309 stanovnika.
 Prostire se na 30,39 km2. Gustoća naseljenosti je 43 st/km2.
Susjedne općine su: Cargeghe, Florinas, Osilo, Ploaghe i Siligo.